# Loxophlebia flavinigra
Loxophlebia flavinigra is een beervlinder uit de familie van de spinneruilen (Erebidae). De wetenschappelijke naam van de soort is voor het eerst geldig gepubliceerd in 1908 door D.Jones.